# Logdikit
Logdikit ou Log Dikit est un village de la Région du Littoral du Cameroun, situé dans la commune de Pouma. 

## Population et développement
En 1967, la population de Logdikit était de 587 habitants. La population de Logdikit était de 472 habitants dont 248 hommes et 224 femmes, lors du recensement de 2005.  